# Mania du Maryland
Le Mania du Maryland (en anglais : Maryland Mania) est un ancien club américain de soccer, basé à Baltimore au Maryland, fondé en 1999 et disparu la même année, après une seule saison en A-League.

## Histoire
Le Mania du Maryland n'existe qu'une seule saison en A-League avant d'être dissout en fin de saison 1999. Après avoir connu trois entraîneurs durant cette année, l'équipe termine en bas du classement de la division Atlantique avec une huitième place. Le bilan est négatif, 4 victoires pour 26 défaites et, naturellement, le Mania ne se qualifie pas pour les séries éliminatoires de fin de saison. La dissolution de la franchise est principalement liée aux mauvais résultats sportifs liés au faible soutien de la communauté de Baltimore envers l'équipe locale.

## Saisons
| Année | Ligue    | Niv. | Saison régulière | Séries       | Affluence | US Open Cup  |
| ----- | -------- | ---- | ---------------- | ------------ | --------- | ------------ |
| 1999  | A-League | 2    | 8e, Atlantic     | Non qualifié | 469       | Non qualifié |

## Personnel

### Entraîneurs
Initialement, le Mania est entrainé par Justin Fashanu mais des démêlés judiciaires et des allégations d'abus sexuels le forcent à quitter la franchise durant la pré-saison. C'est donc Darryl Gee qui a connu une carrière professionnelle aux États-Unis qui prend finalement la tête de l'équipe mais les mauvais résultats favorisent son licenciement en milieu de saison en faveur de l'Anglais Paul Kitson qui dispose alors du statut d'entraîneur-joueur, chose qu'il a connu en 1998 avec l'Impact de Montréal.

## Stade
Pour la première partie de la saison, le Mania du Maryland évolue au UMBC Stadium situé sur le campus de l'Université du Maryland, Comté de Baltimore avant de déménager durant l'été au stade principal du Anne Arundel Community College situé à Arnold, toujours dans le Maryland.